# Cumulus humilis
Cumulus humilis is een wolkensoort en is onderdeel van een internationaal systeem om wolken te classificeren naar eigenschap volgens de internationale wolkenclassificatie. 
Cumulus humilis komt van het geslacht Cumulus, met als betekenis gestapeld en de term humilis komt van bescheiden. Het is een stapelwolk (cumulus) met geringe verticale opbouw en is vaak te zien bij mooi weer onder invloed van een hogedrukgebied. Ze ontstaan doordat de door de zon opgewarmde grond de lucht boven de grond opwarmt, waardoor deze opstijgt. In de volksmond worden de wolken "mooiweerwolken" genoemd (Engels: "fair weather cumulus"). Als je deze wolken ziet, dan is de kans namelijk zeer klein dat het weer op korte termijn slecht zal worden.
Zweefvliegers maken vaak gebruik van de op deze plekken aanwezige thermiek.
Cumulus humilis wolken kunnen samenklonteren tot stratocumulus.